# Bundesstraße 210
De Bundesstraße 210 (ook wel B210) is een bundesstraße in Duitsland die loopt door de deelstaat Nedersaksen.
De B210 begint bij Emden en loopt via de steden Aurich, Wittmund en Schortens en eindigt in Wilhelmshaven. De B210 is ongeveer 81 kilometer lang.

## Routebeschrijving
De B210 begint bij Emden-Friesland en loopt naar de afrit Emden-Ost waar ze aansluit op de A31.
Vervanging
Tussen de afrit Emden-Ost en afrit Emden-Mitte is de B210 vervangen door de A31.
Voortzetting
Vanaf de afrit Emden-Mitte A31 loopt de B210 door Hinte langs Suurhusen en Loppersum, door Südbrookmerland waar de B72 aansluit en er tot in Aurich samenloopt met de B72. De B210 ilooptlangs Wittmund.waar de B461 aansluit, Asel en langs Jever en Schortens. Dan kruist de B210 bij het Wilhelmshavener Kreuz de A29 en komt in Wilhelmshaven, waar ze door het stadscentrum loopt en eindigt nabij de havens.
B1 · B3 · B3n · B4 · B5 · B6 · B6n · B27 · B51 · B61 · B64 · B65 · B68 · B69 · B70 · B71 · B72 · B73 · B74 · B74n · B75 · B79 · B80 · B82 · B83 · B188 · B190n · B191 · B195 · B207 · B209 · B210 · B211 · B212 · B213 · B214 · B215 · B216 · B217 · B218 · B238 · B239 · B240 · B241 · B242 · B243 · B243a · B244 · B245a · B247 · B248 · B322 · B401 · B402 · B403 · B404 · B408 · B431 · B433 · B434 · B435 · B436 · B437 · B438 · B439 · B440 · B441 · B442 · B443 · B444 · B445 · B446 · B447 · B461 · B475 · B482 · B490 · B493 · B494 · B495 · B496 · B497 · B524 · B530